# 2019학년도 대학수학능력시험
2019학년도 대학수학능력시험 (2019學年度 大學修學能力試驗, 2018년 수능)은 2018년 11월 15일 목요일에 시행된 대학수학능력시험이다. 성적은 12월 5일 수요일에 통지되었다.
전년도 수능과 마찬가지로 영어영역과 한국사는 절대평가제로 시행되었으며, 원점수 기준으로 1등급부터 9등급까지 등급으로만 성적표에 구분 표기된다.
2018년 11월 13일, 국토교통부는 영어 듣기평가가 실시되는 35분간(13:05~13:40) 대한민국 전 지역에서 비상항공기 및 긴급항공기를 제외한 항공기의 운항을 전면 통제한다고 밝혔다.

## 모의평가
- 2019학년도 대학수학능력시험 6월 모의평가: 2018년 6월 7일
- 2019학년도 대학수학능력시험 9월 모의평가: 2018년 9월 5일

## 일정
2016년 8월 31일, 교육부는 〈2019학년도 대학수학능력시험 기본계획〉을 발표하여 대략적인 일정을 발표하였다. 전반적으로 2018학년도 대학수학능력시험과 같은 기조로 치러지게 되며, 세부적인 시행사항은 2018년 3월에 한국교육과정 평가원 홈페이지에서 발표될 예정이다.
- 2018년 11월 15일: 2019학년도 대학수학능력시험일
- 2018년 12월 5일: 2019학년도 대학수학능력시험 성적 통지

## 기출문제
| 과목                | 문제 및 정답 | 비고 |
| ------------------- | ------------ | ---- |
| 국어 영역           | ■            |      |
| 수학 영역           | ■            |      |
| 영어 영역           | ■            |      |
| 한국사 영역         | ■            |      |
| 사회탐구 영역       | ■            |      |
| 과학탐구 영역       | ■            |      |
| 직업탐구 영역       | ■            |      |
| 제2외국어/한문 영역 | ■            |      |

## 같이 보기
- 대학수학능력시험
  - 연도별 대학수학능력시험